# Bila (Nguelemendouka)
Pour les articles homonymes, voir Bila.
Bila est un village du Cameroun situé dans le département du Haut-Nyong et la région de l'Est.
Il fait partie de la commune de Nguelemendouka.

## Population
Lors du recensement de 2005, Bila comptait 219 habitants.
Selon le Plan Communal de Développement de Nguelemendouka (2012), la population locale était de 339 personnes.

## Développement
Selon le Plan Communal de Développement de Nguelemendouka (2012), plusieurs mesures ont été envisagées pour le développement de Bila.
1. Construction d'une pépinière agricole
2. Mise en place des pépinières forestières
3. Mise en place des plantations forestières
4. Construction et équipement des infrastructures dans l'école primaire de Bila
5. Création et équipement des centres de santé
6. Construction d'un points d’eau, Réhabilitation d'un points d’eau
7. Extension du réseau électrique
8. Création d'un pool d’animation rurale